# Bryum leucocanthum
Bryum leucocanthum là một loài Rêu trong họ Bryaceae. Loài này được (Hampe) Mitt. mô tả khoa học đầu tiên năm 1882.